# ダブルアップエンタテインメント
ダブルアップエンタテインメントは、かつて存在した日本の制作プロダクション、芸能事務所。2007年7月設立。主たる事業はメディア制作、プロダクション、新人開発、主な業務は舞台制作、音源制作、映像制作、タレントのマネージメントなどであった。
「メサイア」（舞台・映画）、「BRAVE10」（舞台）、「薄桜鬼SSL 〜sweet school life〜」（映画・テレビドラマ）、「ゲゲゲの女房」（映画）などを手掛けた。

2022年6月15日、東京地方裁判所から破産開始決定を受けた。

## 過去に所属していたタレント

### 男性
- 加藤翔
- 三堀亮
- 村川哲也
- 下里駿也
- 松本翼
- 晴本宏亮
- 寿大聡
- 宮寺貴也
- 田中順也
- 藤田景亮
- 中澤正輝
- 新井弘斗
- 春樹稜
- 山下敢示
- 藤堂瞬
- 石井亮
- 増山祥太
- 福田望
- 稲垣成弥
- 奥野智也
- 原田憲明
- 根橋健
- 浦上一也
- 吉田興平
- 駒水健
- 石倉来輝
- 中田勇樹
- 庭野純平
- 高杉統
- 菊地廣隆
- 植田雅人
- 東康仁
- 櫻井泰之
- 由輝
- 堀口恭平
- 平山享
- 高東楓
- 池田佳史
- 猪飼公一
- 尾本貴史
- 中西哲也
- 濱田秀
- 大坊健太
- 中島頼之

### 女性
- 三田村春奈
- 南かおり
- 瀧みづき
- 夏目鈴
- 清水さほ
- 湯浅奈美
- まんねんよしこ
- 櫻井夏美
- 木村美月
- 妹川梨帆
- 秋山あすな
- 大岸優
- 徳永未夢
- 小宮千怜
- 夕貴まお
- 石井春花
- 米盛有彩
- 嘉菜多
- 野口遥
- 荒木結莉乃
- 司直子
- 平田真優香
- 梁川夕輝菜
- 福原稚菜
- 仲鉢果林
- 工藤千歳
- 染谷敬子
- 糟谷咲貴子
- 竹田智美
- 水城瑠美
- 佐々木みなみ
- 白鳥あゆみ
- 柳萌奈
- 古野ゆかり
- 遠藤令
- 高田唯
- 菜月るな
- 井上ゆみ
- 小早川知恵子
- 木下ますみ
- 安達綾香
- 内村来美子
- 俵野枝
- 宮坂ゆき
- 藤崎より子

### アスリート
- ミノワマン
- しなしさとこ
- 和宇慶勇二